# جبال ريلا
جبال بلغاريا (بالبلغارية: Рила)‏ هي سلسلة جبال في جنوب غرب بلغاريا، وأعلى سلسلة جبال في بلغاريا ودول البلقان. وأعلى قمة فيها هي قمة مصلى بارتفاع (2,925 م). ويُعتَبر سادس أعلى جبل في أوروبا بعد القوقاز، الألب، جبل الثلج، البرانس، وجبل إتنا. وأعلى الجبال بين الألب والقوقاز. ويَحتل أكثر من ثُلث الجبل حديقة ريلا الوطنية.

## الجغرافيا
يَتَكون جبل ريلا على شكل قبة، وهو جزء من أقدم الأراضي في البلقان. وتَشكلت من الجرانيت وصخور شيست والنيس.

## التسمية
يُعتقد أن اسم ريلا جاء من أصل تراقي ويَعني "الجبل كثير الماء"؛ وذلك بسبب وفرة ريلا بالبحيرات الجليدية التي يَفوق عددها 200 بُحيرة، والينابيع الساخنة في مناطق الصُدوع في قاعِدة الجبل. كما أن بعض أعمق أنهار البلقان تنشأ من ريلا مثل نهر ماريتسا، ونهر إسكر، ونهر نيستوس منذ حقبة الحياة القديمة.

## الثقافة
يَشتهِر ريلا بوجود دير ريلا، وهو أكبر وأهم دير في بلغاريا، الذي تأسَسَ في القرن العاشر وبَناها القِديس يوحنا. وجنبًا مع المعالم الثقافية الجبل يَشتهر أيضًا بالبحيرات السبعة.